# Estación de Kallnach
La estación de Kallnach es una estación ferroviaria situado en la comuna suiza de Kallnach, en el Cantón de Berna

## Historia y situación
Se encuentra ubicada en la línea Kerzers - Lyss, de vía única de ancho internacional (1435 mm) que fue inaugurada en 1876, y posteriormente se ha electrificado. 
Es una estación con  dos vías y un único andén. Está situada a las afueras del núcleo urbano de Kallnach, al norte del mismo.

## Servicios ferroviarios
Los trenes que efectúan parada en Kallnach son operados por BLS (Berna - Lötschberg - Simplon), y realizan trayectos regionales:
- R Kerzers - Lyss - Büren an der Aare.[1] Estos trenes Regio tienen una circulación por cada hora y sentido, parando en todas las estaciones del trayecto. En Kerzers se puede hacer transbordo a la línea S52 de S-Bahn Berna para continuar el viaje hacia Berna.